# D. Eric Maikranz
D. Eric Maikranz (n. 24 ianuarie 1967, Evansville, Indiana, SUA) este un romancier american al cărui roman de debut, The Reincarnationist Papers, a fost adaptat de Paramount Pictures ca un film, Infinit, cu Mark Wahlberg și Chiwetel Ejiofor, în regia lui Antoine Fuqua. El este, de asemenea, director de software și fost programator de software.

## Lucrări scrise
- Insider’s Rome – Marshall Cavendish
- Insider’s Venice – Marshall Cavendish[6]
- The Reincarnationist Papers – Blackstone 2020[7][8]
  - The Cognomina Codex – Blackstone Publishing 2023[9]